# Banalidade
Banalidades eram tributos da época feudal pagos pelo servo para a utilização de bens de propriedade do senhor feudal, pela utilização de equipamentos e instalações do senhorio (celeiros, fornos, moinhos, pontes, etc), pois o senhor feudal detinha todos estes equipamentos.
Banais se chamavam as coisas, sobretudo equipamentos de produção, que pertenciam aos senhores e que as populações se viam constrangidas a usar mediante o pagamento de um certo foro ou renda. Daí o nome de direitos banais ou banalidades para esses encargos. Assim, Du Cange define banal como «o que é banido ao súbdito do senhor» (qui banno domini subditus est).
Tais imposições nunca tiveram um carácter global na economia medieval portuguesa, pois grande parte dos vizinhos dos concelhos alcançaram importantes isenções relativamente a muitos direitos banais, no entanto, mesmo aí, nas organizações sócio-económicas concelhias, é comum os regulamentos foraleiros estabelecerem algumas banalidades devidas à entidade senhorial. Por exemplo, no foral de Castro Marim, D. Afonso III estatui que retém para si e seus sucessores os moinhos, azenhas e prensas feitas e a fazer, ademais dos açougues, fangas e balneários, que deixa livres aos moradores as suas tendas e fornos de olaria, mas que lhes impõe o foro de um décimo no uso dos fornos de telha. O foral de Anobra (1275) determina que pela utilização dos moinhos se paga 1/4 ao rei. O foral de São Julião do Tojal, atribuído a oito casais de cultivadores, em 1258, pelo Mosteiro de São Vicente de Fora (Lisboa), declara que não lhes é permitido ter fornos nem prensas. Porém já outros forais, como os de Centocelas (1194), Benavente (1200), Pinhel (1209) e Elvas (1229), tornavam isentos de foros as «tendas, moinhos e fornos», ou então isentavam-nos em grande parte (foral de Ourém de 1180, foral de Tavira, dado por D. Afonso III, etc.).
As banalidades abrangiam desde os equipamentos de produção, como moinhos, azenhas, lagares para vinho e para azeite, fornos de telha, de olaria, de cal e de pão, até barcos, lojas, balneários públicos nos lugares e, por vezes, inclusive a água, como se se constata no documento entregue pelo Mosteiro de Alcobaça, em 1314, aos moradores do seu couto de Turquel, obrigando-os ao pagamento de três soldos pelo uso da água do chafariz, nos lagares, durante a época das vindimas. O montante do foro cobrado variava também muito, indo desde 1/3 ou 1/4 da produção até 1/10, 1/13, 1/14, etc. Eis um exemplo, entre milhares: em 1316, a Colegiada de São Cristóvão de Coimbra impunha pelo uso de um moinho que: «devedes dar a sexta parte de todo aquello que Deus hi der».
Com o ascenso de uma nova classe, a burguesia, os direitos banais vão perdendo terreno. No entanto em Portugal, ainda no século XVIII e mesmo nos inícios do XIX, existiam muitos casos de banalidades, se bem que tivessem sido tomadas algumas medidas jurídico-políticas para extirpar as suas situações mais aberrantes tanto no século XVIII como, e sobretudo, no seguinte, com destaque para o Decreto de 20 de Março de 1821, que suprimiu muitos destes direitos, e para a Lei de 22 de Fevereiro de 1846, que os aboliu.